# Carlo Conti
Carlo Conti (14. října 1796 Arpino – 10. července 1868 tamtéž) byl italský hudební skladatel, teoretik a pedagog, uznávaný odborník na kontrapunkt. Spolu s Rossinim, Donizettim a Mercadantem patří k operním skladatelům stylu pozdního belcanta. K známým představitelům tohoto stylu patří i Contiho žák z neapolské konzervatoře Vincenzo Bellini.

## Život
Narodil se v středoitalském Arpinu do zámožné rodiny. Jeho rodiče, Luigi a Maria Ruggieriovi, chtěli, aby jejich syn studoval chemii a medicínu a stal se lékařem. K studiím nastoupil, ale záhy je opustil, aby se věnoval hudbě. V listopadu 1812 byl přijat na neapolskou konzervatoř Reale Collegio Musico di San Sebastiano, kde byli jeho pedagogy například Giovanni Furno (harmonie), Giacomo Tritto (kontrapunkt podle metody Leonarda Lea) a později Fedele Fenaroli (kontrapunkt podle Francesca Duranteho). Tři roky také studoval vokální kompozici u Niccola Zingarelliho a v instrumentální kompozici se zdokonaloval pod vedením Johanna Simona Mayra. Ve dvouletém období 1819–21 působil Conti na domovské konzervatoři jako juniorní učitel, kdy jeho žáky byli mimo jiné Francesco Florimo a Vincenzo Bellini.
Zpočátku se Conti pokoušel o komponování symfonií a duchovních skladeb, ale psal i hudebně-dramatická díla. První opera byla semiseria Le truppe in Franconia z roku 1819, která byla premiérována v konzervatorijním divadle, která nese jasné známky ovlivnění stylem Rossiniho, jenž byl premiéře účasten a s operou byl spokojen. To podnítilo Contiho k další práci na operním poli, nejprve v Neapoli, kde byly v Teatro Nuovo dobře přijaty jeho opery La pace desiderata (1820), Il trionfo della giustizia (1823) a Misantropia e pentimento (1823) a získal další zakázky v jiných italských divadlech. Prvním výrazným neúspěchem byla opera Alexi, objednaná neapolským Teatrem San Carlo k oslavě narozenin královny Marie Isabely. Operu na libreto A. L. Tottoly nestihl Conti pro náhlé onemocnění dokončit. Dokončení opery se ujal Nicola Vaccai, který dotvořil zbytek opery od druhého jednání třetí scény. Po čtyřech představeních byla ale opera vyřazena z dramaturgického plánu a neúspěch opery zasáhl Contiho žáka Belliniho, který celý případ pečlivě sledoval, jak se dá vyčíst z jeho korespondence se spolužákem Florimem.
Další opera – seria L'Olimpia (1829) pro neapolské Teatro San Carlo bývá označována za jeho nejlepší dílo díky spontánní invenční vynalézavosti, mistrovství kontrapunktu a účinné orchestraci. Conti vyvolal pozornost impresária Domenica Barbaje, působícího v Miláně i Neapoli, který mu zajistil možnost napsat dílo pro Teatro alla Scala. Libretistou debutové opery Giovanna Shore (1829) nebyl nikdo menší než Felice Romani, tehdy úspěšně působící jako dvorní libretista Belliniho. Téma opery z anglické historie bylo pro tu dobu typické a módní (viz díla Rossiniho, Mayra a později Donizettiho), přesto nebyla opera publikem dobře přijata, především díky tragickému konci hlavní hrdinky. Téhož roku zhudebnil namísto Rossiniho kantátu na text Andrea Maffeiho k odhalení busty Vincenza Montiho v milánském Teatro dei Filodrammatici, které zajistila svým přednesem úspěch sopranistka Giuditta Pasta. Contiho příchod do Milána sledoval i Vincenzo Bellini, který krátce před premiérou Giovanni Shore premiéroval tamtéž úspěšně svou Cizinku a který v dopise napsal: „doufám, že mi [Conti] svým příchodem do tohoto města nepřivodí žádnou nelibost, i když se mu budu vždy vyhýbat.“
Další Contiho opery už nezaznamenaly větší ohlas u publika. Conti se roku 1831 vrátil do rodného Arpina, aby se staral o rodinný majetek a o rok později se oženil. Manželka, s níž měl tři děti (Luigi, Nicola a Filomena) však předčasně zemřela roku 1837. Conti se začal více zaobírat pedagogickou činností, kterou již vykonával v mládí. Po smrti Zingarelliho se stal členem filharmonické sekce neapolské Akademie krásných umění a po odchodu Donizettiho se stal v roce 1846 vedoucím katedry kontrapunktu a kompozice na Conservatorio di San Pietro a Majella (původně Conservatorio di San Sebastiano) za ředitelování Saveria Mercadanteho. Mezi jeho žáky patřili Filippo Marchetti, Paolo Serrao, Gaetano Braga, Erennio Gammieri a Ernesto Viceconte. Roku 1847 se znovu oženil s Clotildou Sangermano, s níž měl syna Achilla. V roce 1851 byl na tříleté období zvolen prezidentem neapolské Akademie.
V roce 1858 se vzdal učitelského místa a odešel na odpočinek do rodného Arpina. Se školou ale nepřerušil kontakt, neboť v roce 1862 již opět vyučoval místo Giuseppe Lilla, který přestal vyučovat, neboť vypomáhal oslepnuvšímu ředitele Mercadantemu s řízením školy. Téhož roku se po smrti Halévyho Conti stal dopisujícím členem Francouzského institutu a obdržel rytířský řád Františka I. a od Viktora Emanuela II. řád svatých Mořice a Lazara. Neapolskou konzervatoř reprezentoval při slavnostním odhalení Rossiniho pomníku v Pesaru v červenci 1866.
Carlo Conti zemřel v rodném městě 10. července 1868, dva měsíce před smrtí Gioacchina Rossiniho. Na jeho rodném domě, ve kterém i zemřel, je dnes umístěna pamětní deska.

## Dílo
Contiho dílo se vyznačuje akademickou přesností v recitativech, instrumentaci a především ve velkém mistrovství kontrapunktické práce. Rossini ho označil za „prvního mistra kontrapunktu tohoto století, kterým se Itálie může pochlubit.“ Přesto zůstával značně pod vlivem Rossiniho, od kterého přejímal funkční postupy, modely a hudební formule. Tímto se zařadil po bok epigonských belcantových skladatelů počátku 19. století, jakými byli Francesco Morlacchi, Michele Carafa, Pietro Raimondi, Nicola Vaccai, Giuseppe Persiani či Pietro Antonio Coppola, přičemž jeho hudební jazyk je velmi podobný Mercadantemu, Pacinimu či Cocciovi.
Conti je autorem šesti slavnostních mší, dvou Requiem, Te Deum, Magnificat, Salve Regina, Tantum ergo, litanií či Dixit Dominus. Z orchestrální tvorby lze jmenovat: symfonie, koncerty, navazující na instrumentální styl Zingarelliho; sbory a písně. Nejznámější je ale jako autor oper.

### Opery
- Le truppe in Franconia (Vojsko ve Francii) – opera semiseria, 1819, Teatro del Conservatorio di San Sebastiano, Neapol
- La pace desiderata (Vytoužený mír) – dramma per musica[pozn. 1], libreto Bartolomeo Signorini, 1820, Teatro Nuovo, Neapol[6]
- Il trionfo della giustizia (Triumf spravedlnosti) – melodramma, libreto Giuseppe Checcherini, 1823, Teatro Nuovo, Neapol[7]
- Misantropia e pentimento (Misantropie a kajícnost) – melodramma, libreto G. Checcherini, 1823, Teatro Nuovo, Neapol[8]
- La audacia fortunata (Šťastná troufalost) – opera semiseria, libreto Jacopo Ferretti, 1827, Teatro Valle, Řím[9]
- I finti sposi (Falešní novomanželé) – 1827, Teatro Valle, Řím[10]
- L'innocente in Periglio (Nevinní v Perigliu) – melodramma, libreto J. Ferretti, 1827, Teatro Valle, Řím[11]
- Aragonesi in Napoli (Aragonci v Neapoli) – libreto Andrea Leone Tottola, 1827, Teatro Nuovo, Neapol[1]
- Alexi – tragická opera ve 2 jednáních, libreto A. L. Tottola, 1828, Teatro San Carlo, Neapol[12]
- Olimpia – azione tragico-drammatica/opera seria, libreto A. L. Tottola, 1829, Teatro San Carlo, Neapol[13]
- Giovanna Shore – melodramma serio, libreto Felice Romani, 1829, Teatro alla Scala, Milán[14]
- a množství dalších méně významných oper